# Ausone d'Angoulême
Pour les articles homonymes, voir Ausone (homonymie).
Ausone est né à Mortagne-sur-Gironde, sur la rive droite de l'estuaire de la Gironde, avant de devenir le premier évêque d'Angoulême. Il est fêté le 22 mai.
La villa gallo-romaine où il a vécu dominait l'estuaire sur un promontoire où se superposent plusieurs couches préhistoriques, depuis l'époque de Lascaux situé en amont.
Il a donné son nom à un faubourg d'Angoulême où ont été construits une abbaye bénédictine et une église, proches de son tombeau.

## Galerie

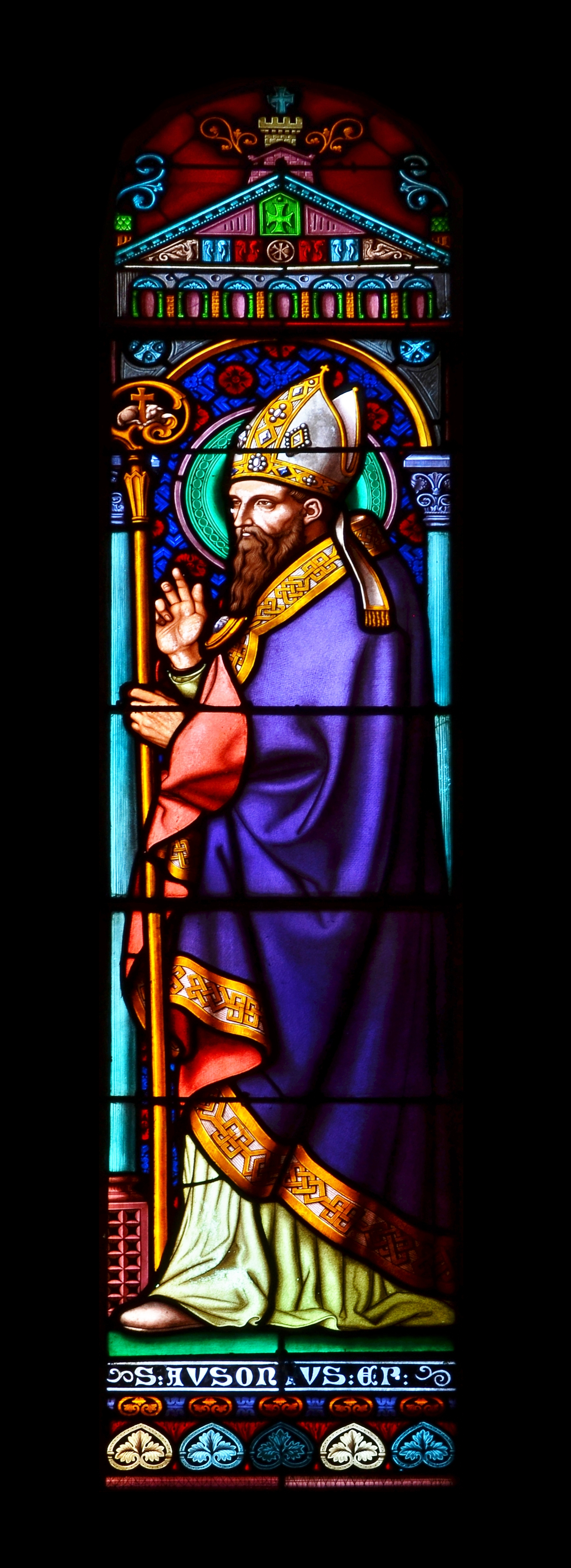
Vitrail à Montbron (Charente).